# Naoya Inoue
Naoya Inoue (jap. 井上 尚弥, Inoue Naoya; * 10. April 1993 in Zama, Kanagawa, Japan) ist ein japanischer Profiboxer, ehemaliger WBC-Weltmeister im Halbfliegengewicht, WBO-Weltmeister im Superfliegengewicht sowie aktueller WBA-, WBO-, IBF- und WBC-Weltmeister im Bantamgewicht. 2018/19 gewann er das Turnier World Boxing Super Series.
Er ist der Bruder des Boxers Takuma Inoue.

## Amateurkarriere
Naoya Inoue gewann in seiner Amateurlaufbahn 75 von 81 Kämpfen, davon 48 vorzeitig. Er war Bronzemedaillengewinner im Halbfliegengewicht bei den Jugend-Asienmeisterschaften 2010 in Teheran und Achtelfinalist der Jugend-Weltmeisterschaften 2010 in Baku. 2011 wurde er japanischer Meister im Halbfliegengewicht und startete bei den Weltmeisterschaften 2011 in Baku. Dort kam er, unter anderem mit einem Sieg gegen Howhannes Danieljan ins Achtelfinale, wo er gegen Yosvany Veitía mit 12:15 ausschied.
2012 nahm er noch an der asiatischen Olympiaqualifikation in Astana teil, wo er im Finale gegen Birschan Schaqypow unterlag und sich somit nicht für die Olympischen Spiele 2012 qualifizieren konnte.

## Profikarriere
Sein Profidebüt gewann er am 2. Oktober 2012. Trainiert wird er von seinem Vater Shingo Inoue, sein Manager ist Hideyuki Ōhashi von Ohashi Promotions.
Am 6. April 2014 gewann er den WBC-Weltmeistertitel im Halbfliegengewicht durch TKO in der sechsten Runde gegen den Mexikaner Adrián Hernández (Bilanz: 29-2). Es handelte sich dabei um den erst sechsten Profikampf von Inoue und damit um den frühesten Gewinn dieses WM-Titels in der WBC-Geschichte. Im September 2014 verteidigte er den Titel durch TKO in der elften Runde gegen den Thailänder Wittawas Basapean (17-4).
Am 30. Dezember 2014 boxte er im Superfliegengewicht gegen den WBO-Weltmeister Omar Narváez (43-1) und gewann in der zweiten Runde durch Knockout. Anschließend legte er im November 2015 den WBC-Titel nieder, um in dieser Gewichtsklasse zu bleiben. Seinen WBO-Titel verteidigte er noch gegen Warlito Parrenas (24-6), David Carmona (20-2), Karoon Jarupianlerd (35-7), Kōhei Kōno (32-9), Ricardo Rodríguez (16-3), Antonio Nieves (17-1) und Yoan Boyeaux (41-4).
Nach diesen sieben Titelverteidigungen legte er den WBO-Titel im März 2018 nieder und wechselte ins Bantamgewicht. In dieser Gewichtsklasse gewann er in seinem ersten Kampf am 25. Mai 2018 den WBA-Weltmeistertitel, als er den Briten Jamie McDonnell (29-2) durch TKO in der ersten Runde besiegte. Mit diesem Sieg qualifizierte sich Inoue auch zur Teilnahme am Turnier World Boxing Super Series (WBSS). Seine erste Titelverteidigung gewann er im Oktober 2018 durch K.o. in der ersten Runde gegen Juan Payano (20-1) und zog durch diesen Sieg auch ins Halbfinale der WBSS ein. Dort schlug er im Mai 2019 Emmanuel Rodríguez (19-0) durch K.o. in der zweiten Runde und qualifizierte sich damit für das WBSS-Finale, welches er am 7. November 2019 einstimmig gegen den IBF-Weltmeister Nonito Donaire (40-5) gewann. Er vereinte damit seinen WBA-Titel mit dem IBF-Titel seines Kontrahenten und wurde mit der Muhammad Ali Trophy als Gewinner der World Boxing Super Series ausgezeichnet.
Am 31. Oktober 2020 verteidigte er beide Titel durch TKO in der siebenten Runde gegen Jason Moloney (21-1) und am 19. Juni 2021 durch KO in der dritten Runde gegen Michael Dasmarinas (30-2). Eine weitere Titelverteidigung gewann er am 14. Dezember 2021 durch TKO gegen Aran Dipaen (12-2).
Am 7. Juni 2022 gewann er einen Rückkampf gegen Nonito Donaire (42-6) durch TKO in der zweiten Runde und wurde dadurch zusätzlich WBC-Weltmeister.

## Liste der Profikämpfe
| 26 Siege (23 K.-o.-Siege), 0 Niederlagen, 0 Unentschieden |              |                                          |                                                                    |                                    |
| Jahr                                                      | Tag          | Ort                                      | Gegner                                                             | Ergebnis für Inoue                 |
| 2012                                                      | 2. Oktober   | Korakuen Hall, Tokio, Japan              | Crison Omayao                                                      | Sieg / KO 4. Runde                 |
| 2013                                                      | 5. Januar    | Korakuen Hall, Tokio, Japan              | Bunnam Thammakhun                                                  | Sieg / KO 1. Runde                 |
| 2013                                                      | 16. April    | Korakuen Hall, Tokio, Japan              | Yuki Sano                                                          | Sieg / TKO 10. Runde               |
| 2013                                                      | 25. August   | Sky Arena, Zama, Japan                   | Ryōichi Taguchi Japanische-Halbfliegengewicht-Meisterschaft        | Punktsieg (einstimmig) / 10 Runden |
| 2013                                                      | 6. Dezember  | Ryōgoku Kokugikan, Tokio, Japan          | Jerson Mancio OPBF-Halbfliegengewicht-Meisterschaft                | Sieg / TKO 5. Runde                |
| 2014                                                      | 6. April     | Ota-City General Gymnasium, Tokio, Japan | Adrián Hernández WBC-Halbfliegengewicht-Weltmeisterschaft          | Sieg / TKO 6. Runde                |
| 2014                                                      | 5. September | Kokuritsu Yoyogi Kyōgijō, Tokio, Japan   | Wittawas Basapean WBC-Halbfliegengewicht-Titelverteidigung         | Sieg / TKO 11. Runde               |
| 2014                                                      | 30. Dezember | Metropolitan Gym, Tokio, Japan           | Omar Andrés Narváez WBO-Superfliegengewicht-Weltmeisterschaft      | Sieg / KO 2. Runde                 |
| 2015                                                      | 29. Dezember | Ariake Coliseum, Tokio, Japan            | Warlito Parrenas WBO-Superfliegengewicht-Titelverteidigung         | Sieg / TKO 2. Runde                |
| 2016                                                      | 8. Mai       | Ariake Coliseum, Tokio, Japan            | David Carmona WBO-Superfliegengewicht-Titelverteidigung            | Punktsieg (einstimmig) / 12 Runden |
| 2016                                                      | 4. September | Sky Arena, Zama, Japan                   | Karoon Jarupianlerd WBO-Superfliegengewicht-Titelverteidigung      | Sieg / KO 10. Runde                |
| 2016                                                      | 30. Dezember | Ariake Coliseum, Tokio, Japan            | Kōhei Kōno WBO-Superfliegengewicht-Titelverteidigung               | Sieg / TKO 6. Runde                |
| 2017                                                      | 21. Mai      | Ariake Coliseum, Tokio, Japan            | Ricardo Rodriguez WBO-Superfliegengewicht-Titelverteidigung        | Sieg / KO 3. Runde                 |
| 2017                                                      | 9. September | Dignity Health Sports Park, Carson, USA  | Antonio Nieves WBO-Superfliegengewicht-Titelverteidigung           | Sieg / Aufgabe 6. Runde            |
| 2017                                                      | 30. Dezember | Bunka Gym, Yokohama, Japan               | Yoan Boyeaux WBO-Superfliegengewicht-Titelverteidigung             | Sieg / TKO 3. Runde                |
| 2018                                                      | 25. Mai      | Ota-City General Gymnasium, Tokio, Japan | Jamie McDonnell WBA-Reguläre Bantamgewicht-Weltmeisterschaft       | Sieg / TKO 1. Runde                |
| 2018                                                      | 7. Oktober   | Yokohama Arena, Yokohama, Japan          | Juan Carlos Payano WBA-Reguläre Bantamgewicht-Titelverteidigung    | Sieg / KO 1. Runde                 |
| 2019                                                      | 18. Mai      | The SSE Hydro, Glasgow, Großbritannien   | Emmanuel Rodríguez IBF-Bantamgewicht-Weltmeisterschaft             | Sieg / KO 2. Runde                 |
| 2019                                                      | 7. November  | Saitama Super Arena, Saitama, Japan      | Nonito Donaire IBF/WBA-Bantamgewicht-Titelvereinigung              | Punktsieg (einstimmig) / 12 Runden |
| 2020                                                      | 31. Oktober  | The Bubble, Las Vegas, USA               | Jason Moloney IBF/WBA-Bantamgewicht-Titelverteidigung              | Sieg / KO 7. Runde                 |
| 2021                                                      | 19. Juni     | Virgin Hotels, Las Vegas, USA            | Michael Dasmarinas IBF/WBA-Bantamgewicht-Titelverteidigung         | Sieg / KO 3. Runde                 |
| 2021                                                      | 14. Dezember | Ryōgoku Kokugikan, Tokio, Japan          | Aran Dipaen IBF/WBA-Bantamgewicht-Titelverteidigung                | Sieg / TKO 8. Runde                |
| 2022                                                      | 7. Juni      | Saitama Super Arena, Saitama, Japan      | Nonito Donaire IBF/WBA/WBC-Bantamgewicht-Titelvereinigung          | Sieg / TKO 2. Runde                |
| 2022                                                      | 13. Dezember | Ariake Arena, Koto-Ku, Japan             | Paul Butler IBF/WBA/WBC/WBO-Bantamgewicht-Titelvereinigung         | Sieg / KO 11. Runde                |
| 2023                                                      | 25. Juli     | Ariake Arena, Koto-Ku, Japan             | Stephen Fulton WBC/WBO-Superbantamgewicht-Weltmeisterschaft        | Sieg / TKO 8. Runde                |
| 2023                                                      | 26. Dezember | Ariake Arena, Koto-Ku, Japan             | Marlon Tapales IBF/WBA/WBC/WBO-Superbantamgewicht-Titelvereinigung | Sieg / KO 10. Runde                |
| 2024                                                      | 6. Mai       | Tokyo Dome, Tokyo, Japan                 | Luis Nery IBF/WBA/WBC/WBO-Superbantamgewicht-Titelverteidigung     | Sieg / KO 6. Runde                 |
| Quelle: Naoya Inoue in der BoxRec-Datenbank               |              |                                          |                                                                    |                                    |